# 奧也斯 (愛荷華州)
奧也斯（英語：Oyens）是一個位於美國愛荷華州普利茅斯縣的城市。

## 地理
奧也斯的座標為42°49′10″N 96°03′28″W / 42.81944°N 96.05778°W，而該地的平均海拔高度為391米（即1283英尺）。

## 人口
根據2010年美國人口普查的數據，奧也斯的面積為0.23平方千米，當中陸地面積為0.23平方千米，而水域面積為0.00平方千米。當地共有人口103人，而人口密度為每平方千米447人。